# Summitul de la Istanbul din 1999
Summitul de la Istanbul din 1999 a fost al 6-lea summit al Organizației pentru Securitate și Cooperare în Europa (OSCE) și a avut loc la Istanbul, Turcia în perioada 18-19 noiembrie; rezultatele au fost adoptarea Declarației Summit-ului și semnarea Cartei pentru Securitate Europeană. 
De asemenea, în Istanbul, 30 de state OSCE au semnat Acordul privind Forțele Armate Convenționale Adaptate din Europa, care a modificat Tratatul privind Forțele Armate Convenționale din Europa (din 1990) pentru a reflecta schimbările post-sovietice de la sfârșitul Războiului Rece. De asemenea, nu a fost meciul verbal între Rusia și Occident din cauza intervenției NATO în conflictul din Kosovo și începutul celui de-al doilea război cecen.

## Decizia cu privire la Republica Moldova
În ceea ce privește Republica Moldova, Declarația Summit-ului prevede că statele-părți CFE „Salută angajamentul Federației Ruse de a finaliza retragerea forțelor ruse de pe teritoriul Republicii Moldova până la sfârșitul anului 2002” (adică până 1 ianuarie 2003). Rusia, în timp ce îndeplinea alte obligații, a negat în mod constant începând cu anul 2002 ca și-ar fi făcut vreodată un angajament clar să-și retragă trupele, cu toate acestea Rusia a retras 58 de trenuri de echipamente și muniții din Transnistria. Nici o altă retragerile au avut loc începând cu 2004. 
Rusia susține că a îndeplinit toate obligațiile prin semnarea acordurilor cu Georgia pentru a închide bazele Batumi și Ahalkalaki și a-și retrage trupele staționate acolo până la sfârșitul anului 2008. Atât timp cât nu toate trupele (ruse) sunt retrase din Georgia și Republica Moldova, membrii NATO refuză să ratifice tratatul. Acesta include desființarea bazei rămase (după 2008) în Georgia: baza Gudauta situată în Abhazia. Acest lucru a fost privit ca o încercare de a amâna ratificarea.